# Kirche Heiligkreuz (Ankawa)

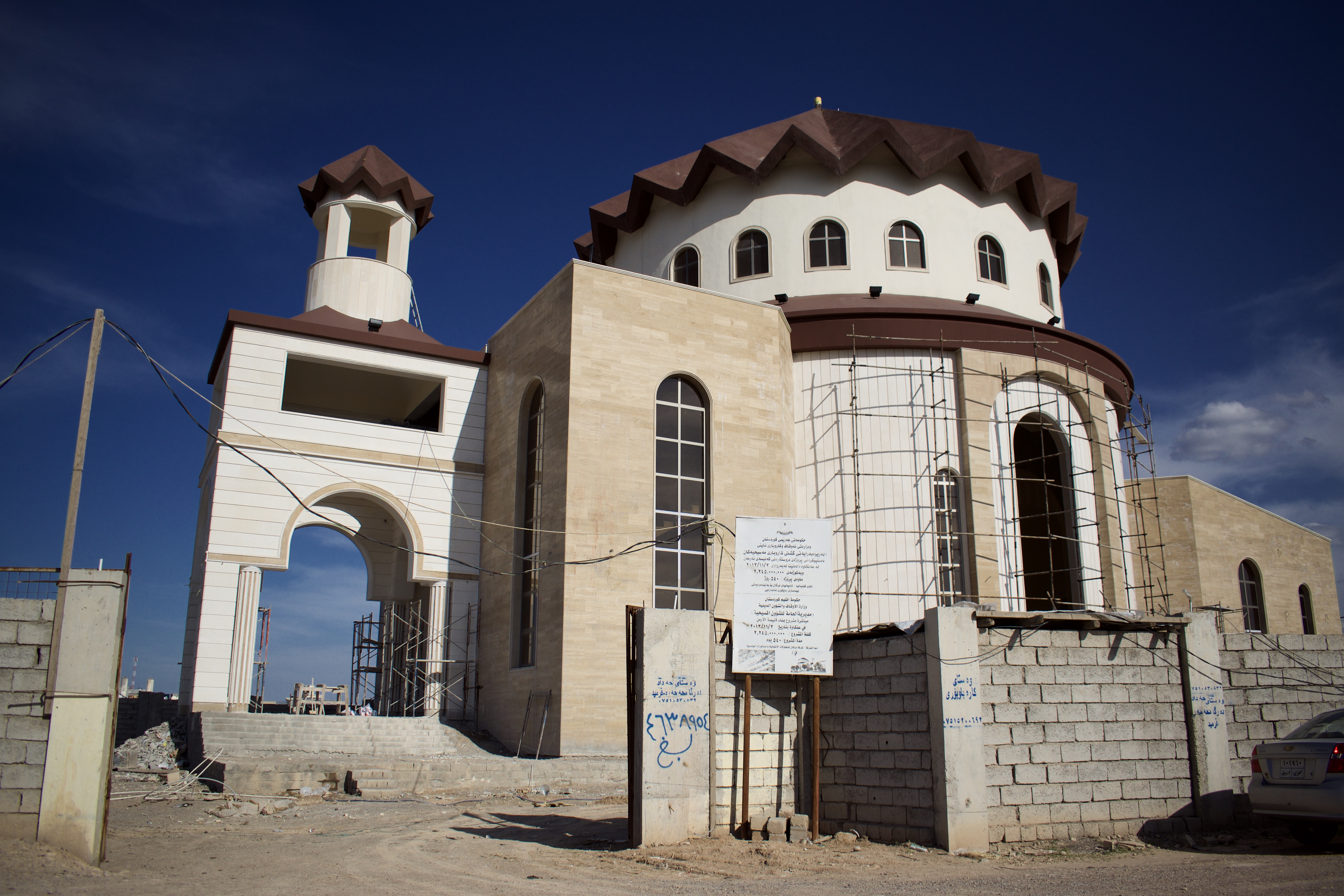
Noch unfertige Heiligkreuzkirche in Ankawa, April 2018

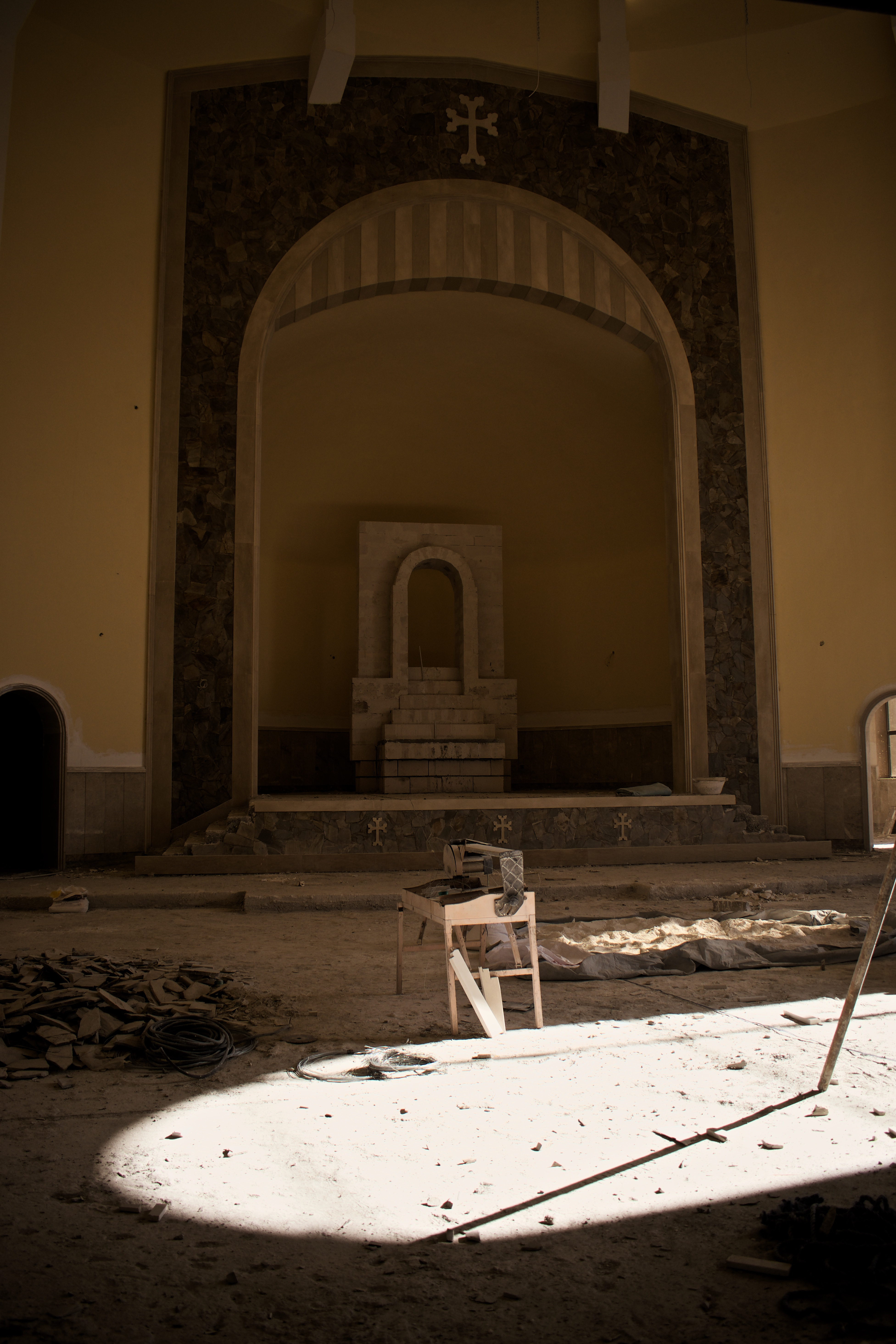
Altarbereich der Heiligkreuzkirche in Ankawa, April 2018

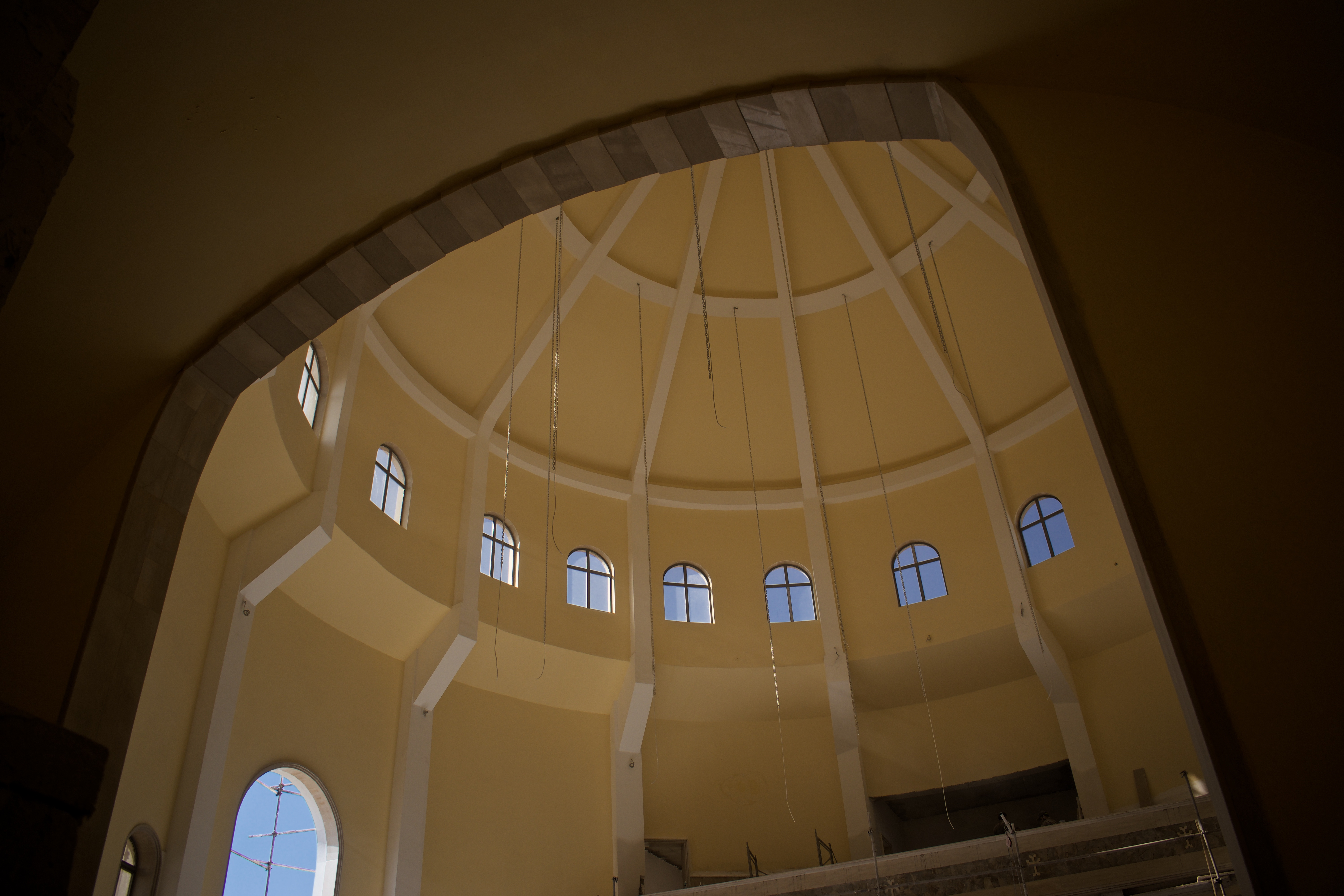
Innenansicht der Heiligkreuzkirche in Ankawa, Innenansicht, April 2018

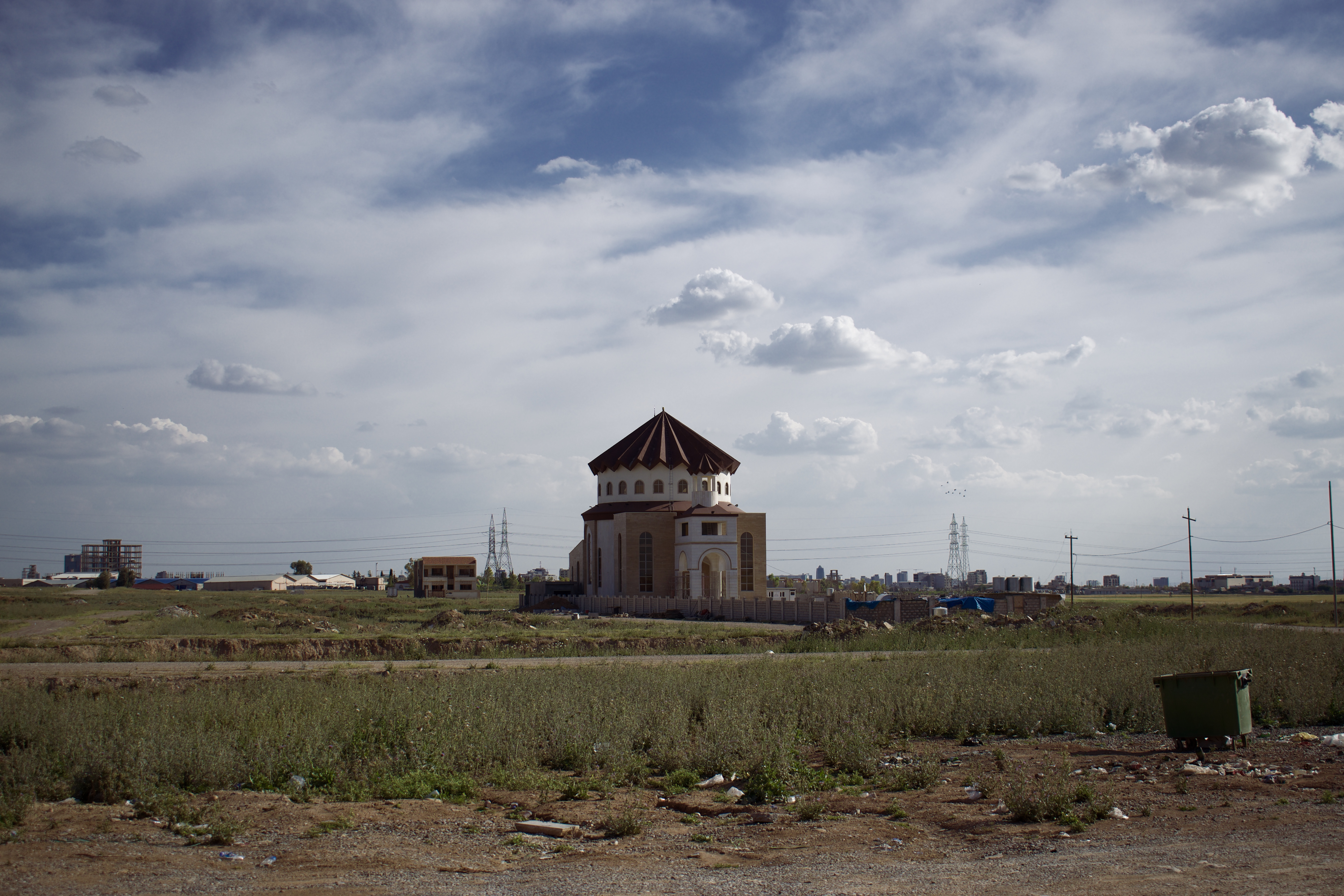
Umgebung der Heiligkreuzkirche in Ankawa, April 2018

Die Heilig-Kreuz-Kirche (Surb Chatsch, armenisch Սուրբ Խաչ, arabisch كنيسة الصليب المقدس) ist eine Kirche in der irakischen Stadt Ankawa im Norden der kurdischen Metropole Erbil, die 2019 geweiht wurde. Sie gehört zum Bistum Irak der Armenischen Apostolischen Kirche.

## Standort
Die armenisch-apostolische Heilig-Kreuz-Kirche steht in einem Neubaugebiet im Norden Ankawas etwa 1 km westlich der Baharka-Straße (شارع بحركة), etwa 1 km nördlich der 120-Meter-Straße (شارع 120 متري), etwa 400 m südlich der am 24. August 2019 eröffneten syrisch-katholischen Kathedrale der Königin des Friedens, etwa 2 km nordnordöstlich der assyrischen Kathedrale des Heiligen Johannes des Täufers, rund 3 km nordnordöstlich der chaldäischen St.-Josef-Kathedrale und etwa 4 km nordöstlich des Flughafens Erbil.

## Geschichte
Ankawa im Norden Erbils ist eine der am längsten, weit über ein Jahrtausend lang christlichen Ortschaften der Welt, hatte jedoch bis ins dritte Jahrtausend praktisch keine armenischen Bewohner und somit auch keine armenische Kirche. Mit dem Beginn der Christenverfolgungen nach der Invasion der USA im Irak ab 2003 flohen sehr viele Christen, unter ihnen auch Armenier, aus Bagdad und anderen Städten im südlichen oder mittleren Irak in die Autonome Region Kurdistan. Der Zustrom verstärkte sich erheblich, als im Juni 2014 die islamistische Terrormiliz Daesch (IS) die Stadt Mossul einnahm, wo es – neben vielen anderen Kirchen – zwei armenische Kirchen gab und nach dem Sieg des Daesch kein Christ und somit auch kein Armenier blieb. Die beiden armenischen Kirchen in Mossul wie auch die in Sindschar, das ebenso von den Armeniern in Richtung Kurdistan verlassen worden war, wurden vom Daesch zerstört. Die sich neu bildende armenisch-apostolische Gemeinde von Ankawa erwarb ein Grundstück im Norden Ankawas, wo neue christliche Stadtviertel für die Neubürger entstanden, und begann mit dem Bau der neuen Kirche. Dieser Bau wurde zu erheblichen Teilen von der kurdischen Regionalregierung mitfinanziert, und zwar in Höhe von 2,2 Milliarden irakischen Dinar oder 1.845.000 US-Dollar. Am 6. April 2019 wurde die armenische Heilig-Kreuz-Kirche eröffnet. Neben dem Primas des armenischen Bistums Irak, Avak Asadourian, der die Messe leitete, waren weitere armenische Geistliche und Vertreter der großen Kirchen, Diplomaten und Vertreter der kurdischen Regionalregierung anwesend. Die armenisch-apostolische Gemeinde in Ankawa hatte zu diesem Zeitpunkt etwa 100 Mitglieder, während es in Dohuk 490 – mit vier Kirchen – und in der gesamten Autonomen Region Kurdistan 600 armenisch-apostolische Christen unter insgesamt etwa 120.000 Christen waren.

## Architektur
Die armenisch-apostolische Heilig-Kreuz-Kirche von Ankawa ist aus Stahlbeton gebaut. Sie besteht aus einem großen Rundbau, in dem die Gottesdienste stattfinden und sich folglich der Altar und die Kirchenbänke befinden, und zwei in Längsrichtung verlaufenden Gebäudeteilen, die auf einem vom Rundbau unterbrochenen rechteckigen Grundriss stehen. Vor dem kürzeren dieser beiden Gebäudeteile steht ein Narthex mit einem offenen Glockenturm und einem kleinen gefalteten Pyramidendach. Dem Rundbau sitzt ein im Vergleich zu diesem nur wenig schmalerer, also sehr großer Tambour mit zahlreichen Fenstern und vielfach gefaltetem Pyramidendach auf. Beide gefalteten Pyramidendächer sind an der Spitze mit einem armenischen Kreuz versehen. Sowohl über den Narthex als auch direkt über eine große Tür mit Rundbogen kann man in die Rundkirche gelangen. Vor dem Narthex steht in einer Linie mit den rechteckigen Gebäudeteilen ein Nebengebäude mit ebenfalls rechteckigem Grundriss.